# Dealul Mare (al Hârlăului)
Dealul Mare al Hârlăului (găsit și sub forma Dealurile Holm–Dealul Mare) este un masiv deluros din Podișul Sucevei care face parte din Culmea Siretului, subunitate de podiș ce mărginește la vest Câmpia Moldovei. Structurat din două culmi principale separate de râul Bahlui (subunitatea principală, respectiv Dealul Mare–Tudora de 587 m  altitudine aflat la vest și culmea Holmului – de dimensiuni mult mai reduse și de 556 m altitudine, aflată la est), se continuă la sud cu Șaua Ruginoasa–Strunga, fiind delimitat la nord prin Șaua Vorona de Colinele Bucecea–Vorona și la vest prin Culoarul Siretului de Podișul Fălticenilor. 
Geologic Dealul Mare  păstrează resturi ale piemontului sarmatic. Are înălțimi care depășesc frecvent 500 m, cota de maxim altitudinal (587 sau 593 m, în funcție de sursă) găsindu-se în județul Iași la limita cu județul Botoșani.
Pe coasta estică a Dealului Mare se află Podgoria Cotnari.

## Context geomorfologic
Masivul deluros Dealul Mare al Hârlăului aparține de Podișul Sucevei, fiind printre subunitățile acestuia care mărginesc la vest Câmpia Moldovei. Partea sa sudică se află în județul Iași.

## Delimitare

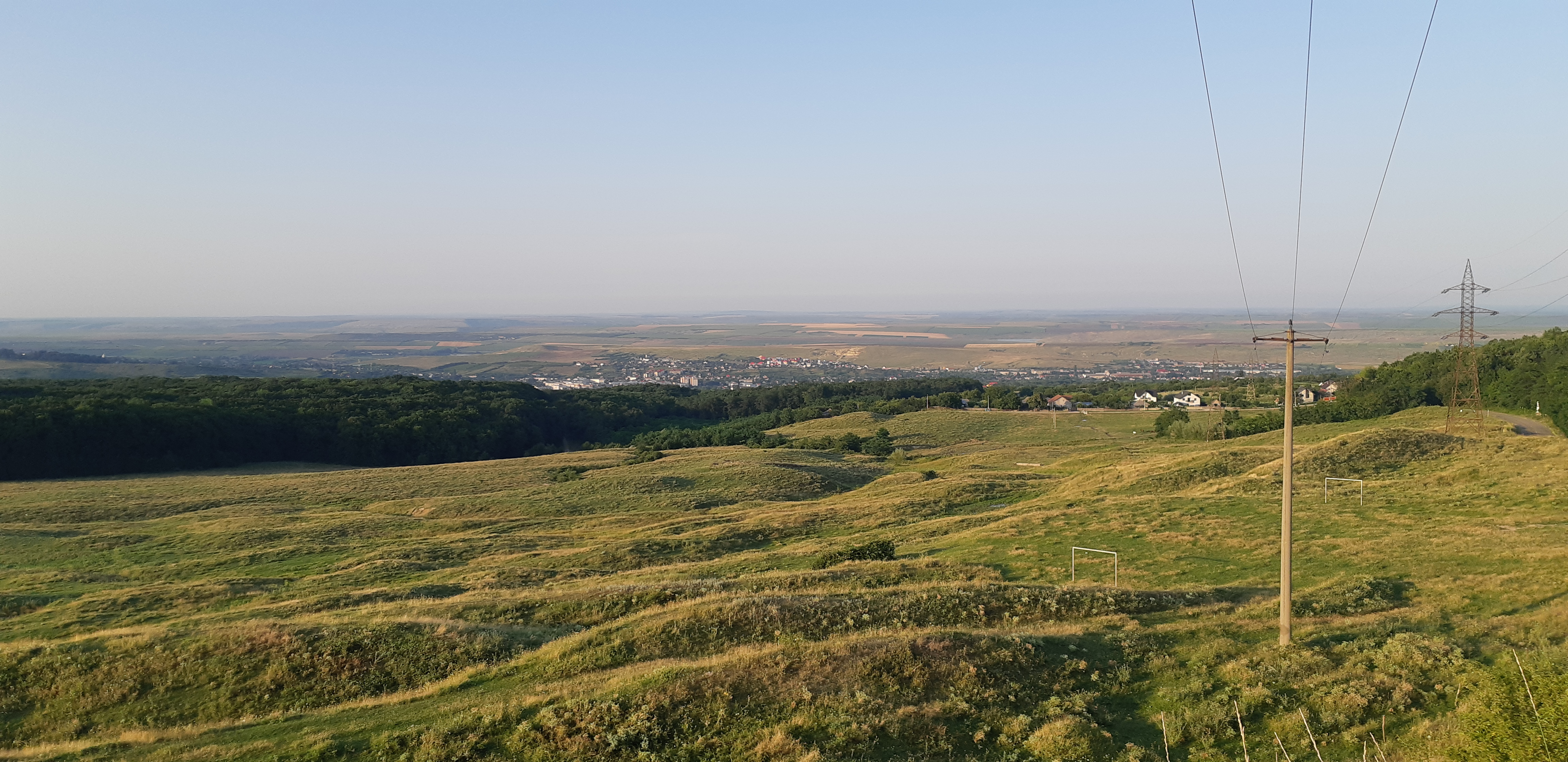
Versantul estic al Dealului Mare. În zare: orașul Hârlău.

Se include Culmii Siretului, grupare de unități ce aparține de Podișul Sucevei, fiind cel mai caracteristic masiv al acesteia. Este delimitat de la nord la sud în cadrul acestora de Colinele Bucecea–Vorona (aflate la nord) – prin intermediul Șeii Vorona și de Șaua Ruginoasa-Strunga, aflată la sud, cu care se continuă de la linia Bădiliței (tributară Siretului) și Cârjoaiei (tributară Bahluiului). Contribuie în cadrul Culmii Siretului, din care face parte, la delimitarea spre vest a Culoarului Siretului, prin care se individualizează de interfluviul Moldova–Siret (Podișul Fălticenilor). Spre est contactul cu Câmpia Moldovei se face pe teritoriul județului Iași prin intermediul unui abrupt cu un caracter cuestiform pronunțat.
Este structurat din două culmi principale dezvoltate sub forma a doi lobi inegali, separate de un sector cu altitudini mai joase, ce corespunde bazinului superior al râului Bahlui:
- culmea vestică, situată pe dreapta văii Bahluiului este reprezentată de Dealul Mare propriu-zis[2] sub numele de Dealul Mare – Tudora[5] și este mai îngustă spre nordul județului Iași, spre diferență de segmentul sudic ce are o lățime de până la 20 km la latitudinea Hârlăului.[2] (unde se atinge și lățimea maximă a Culmii Siretului.[7] Altitudinea sa maximă estre de 593 m[8] (587 m după o altă sursă).[5]

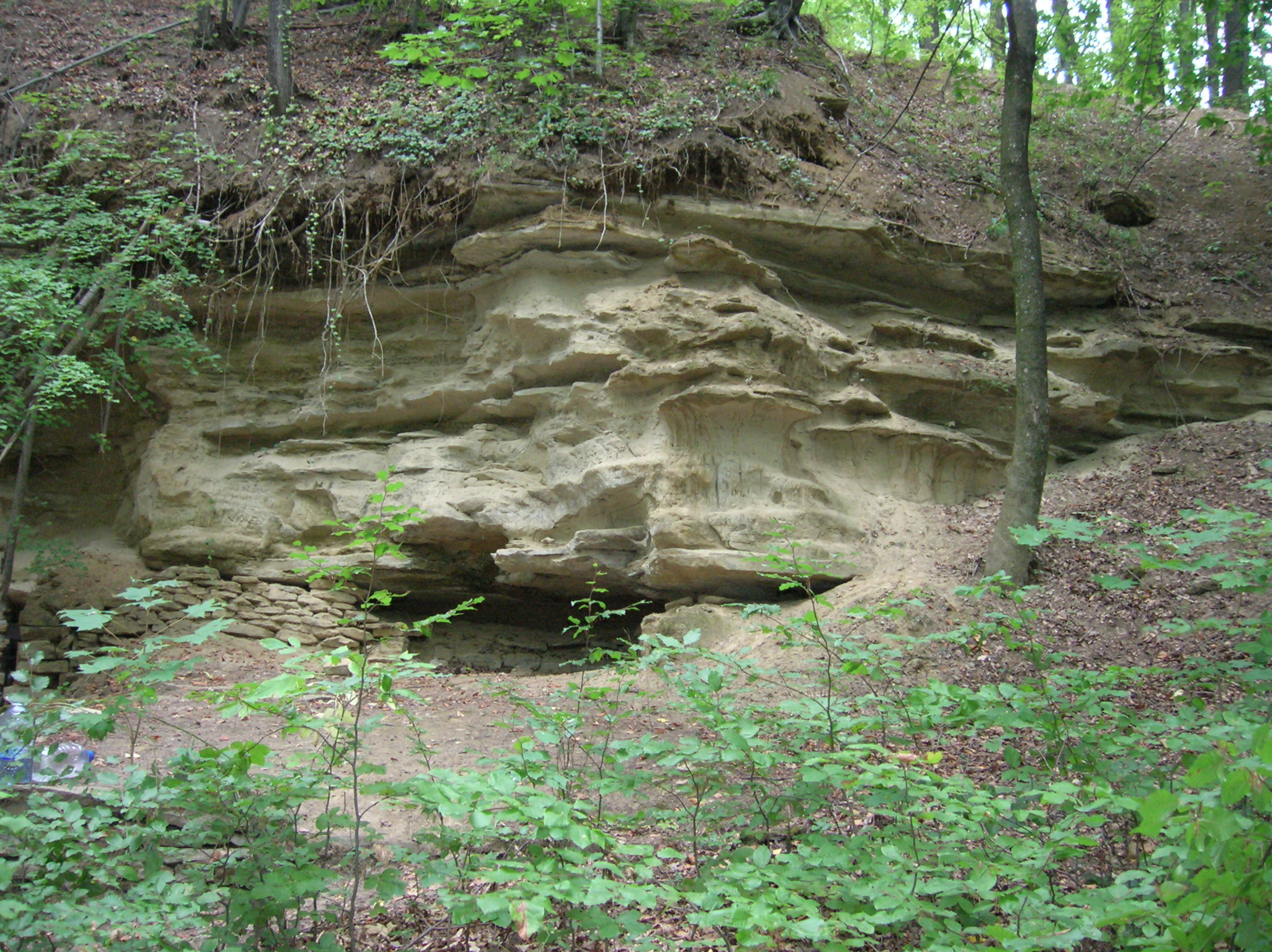
Strat de gresie lângă peștera lui Onufrie de la Vorona.

- culmea estică este situată pe stânga văii Bahluiului și este reprezentată de culmea Holmului. Se află la nord de Hârlău și are dimensiuni mult mai reduse decât cea vestică, fiind constituită din dealurile Holm, Lespezi și Pietrăria.[2] Are o altitudine maximă de 556 m.[5]

## Geologie
Arelaul Podișului Sucevei este format din formațiuni sarmațiene necutate, depozitele fiind formate dintr-un complex de argile, marne și nisipuri, Dealul Mare păstrând resturi ale piemontului sarmatic. Orizonturile de gresii calcaroase, însoțite uneori de nisipuri și
conglomerate slab cimentate abundă la nivelul unității înalte a formațiunii. Orizonturile de roci dure au avut un rol protector, determinând la nivelul unității apariția celei de-a doua înălțimi de pe întreg arealul Podișului Moldovei (587 m în Dealul Mare – Tudora).
Stratele, cu grade diferite de rezistență alternează și au o poziție monoclină, caracteristici comune întregului Podiș al Sucevei.
La Deleni, există microconglomerate silicioase, expoloatate în trecut pentru a fi folosite la pietre de moară. La Pârcovaci de-a lungul ramei înalte care delimitează Câmpia Moldovi apar izvoare minerale.

## Geomorfologie
Poziția monoclinală a stratelor și alternanța stratelor cu grad diferit de rezistență au determinat apariția unor platouri structurale aproape orizontale, în Dealul Mare apărând cea mai mare extindere a acestor forme din întreg Podișul Moldovei.

### Relieful structural
La nivelul său înălțimile depășesc frecvent 500 m, altitudinea sa maximă fiind de 587 m (593 m după o altă sursă) la Dealul Mare–Tudora, în județul Iași, la limita cu județul Botoșani. Relieful este cu forme boltite larg și trepte nivelate de denudație. Datorită eroziunii diferențiale, orizonturile de roci mai dure și mai greu de modelat precum gresiile și calcarele oolitice⁠(en)[traduceți] au fost descoperite prin denudație scoțând mai clar în evidență relieful platourilor structurale de tipul celor de la nord de Ruginoasa (Broscăria-Laiu) și din partea centrală a Dealului Mare (Platforma structurală Sângeap). Datorită acțiunii prelungite a factorilor externi, suprafața topografică se află mai jos decât suprafața inițială a podișului.

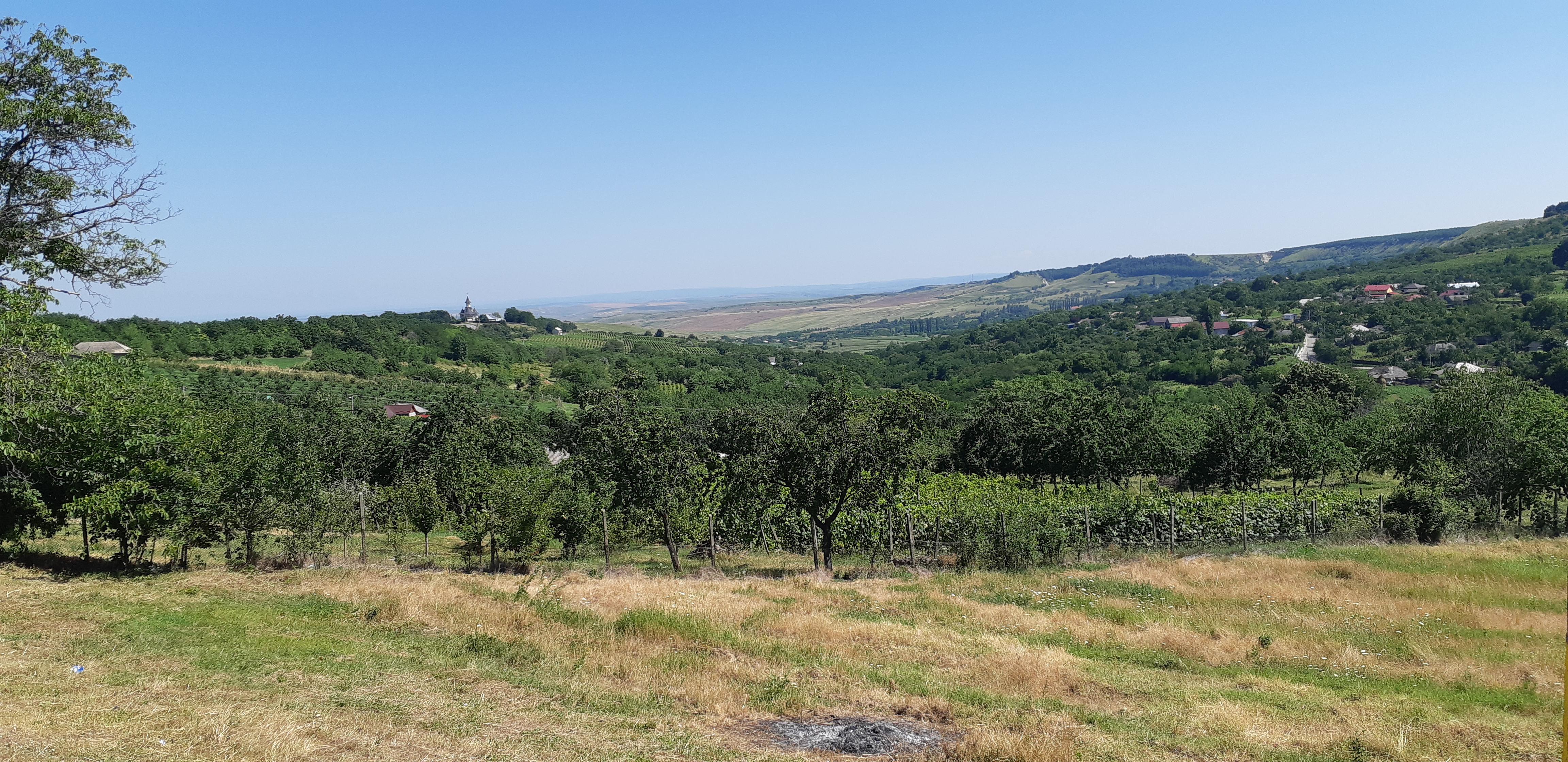
Pe versantul estic, între Stroești și Băiceni. În depărtare, biserica Schitului Băiceni.

Platourile (platformele structurale) cele mai întinse și cu o netezime aproape ideală se găsesc în zona localităților Stroiești, Todirești, Vascani și Hărmănești. Ele formează cea mai întinsă suprafață structurală din Podișul Moldovei: Platforma structurală Broscăria–Laiu Este platforma structurală principală, cu înălțimi de 370-400 m și se întinde până la Poiana Tudora și coasta abruptă dinspre Cârjoaia, fiind cu 300 m mai su decât vîile Cârjoaiei și Măgurii.

Platforma structurală Sângeap este situată la nord de Sticlăria și la vest și sud-vest de Hârlău, avâbd 400 m altitudine absolută.
Marginile celor două platforme sunt în cea mai mare parte foarte abrupte, constituind cornișe dure. Drept efect al unor strate acvifere bogate, la baza acestora apar alunecări mari.

Spinările de cuestă sunt mai extinse, similar celor din podișurile Sucevei, Dragomirnei și Central Moldovenesc. Abruptul estic al Dealului Mare se continuă la nivelul Șeii Ruginoasa–Strunga și urmărește aliniamentul care coboară în jos dinspre Botoșani vest, pentru ca în județul Iași să urmărească linia localităților Feredeni, Deleni, Hârlău, Buhalnița, Cotnari, Balș, Băiceni , Dădești, Târgu Frumos, Crivești și se racordează la Strunga cu abruptul din sudul Câmpiei Moldovei de la nivelul Podișului Central Moldovenesc). În partea de vest, apar în mod uniform cueste și abrupturi pe aliniamentul Buda–Bâdilița–Hărămănești.

Cueste clasice se găsesc în amonte de Hârlău (coasta Bahluiului), adăugândui-se acesteaia coasta Buhalniței (care corespunde cu flancul nordic al dealului Cătălina), coasta Cârjoaiei, coasta Bădiliței și coasta Hărmăneștilor.

Diferența de nivel dintre muchea cuestei și culoarul depresionar de la poala cuestei este circa 300 m (de la 100-170 m) și de circa 400 m pe vârfurl platourilor structurale (556 m la vest de Frumușica în Holm și 394 m la nord-vest de Cotnari).

### Relieful sculptural
Datorită unui nivel de bază mai coborât al Prutului și respectiv al Bahluiului, eroziunea fluvială se desfășoară cu mare intensitate în cuprinsul Dealului Mare. Aceasta a determinat apariția unor văi adânci și relativ înguste și obârșia acestora a înaintat progresiv, spre vest, ceea ce a determinat în timp captarea unor cursuri de apă, precum și iminența unor captări viitoare.
Datorită prezenței unor pante de 10-20°, a existenței unui facies argilos în partea inferioară a văilor și a unor strate acvifere bogate la baza gresiilor și calcarelor sarmatice, versanții văilor și flancul estic al Dealului Mare sunt caracterizate de procese geomorfologice actuale deosebit de active și foarte răspândite. Energia medie a văilor de aici este mai mică decât cea a văilor din Podișul Central Moldovenesc, situat spre sud.

Tudora: panoramă spre nord.

La nivelul abruptului dinspre Câmpa Moldovei și a versanților cu caracter de cuestă predomină alunecările de teren care, în unele sectoare au dislocat pachete mari de roci (denivelările apar astfel sub forma unor trepte de versant). În ce privește bazinele superioare ale Bahluiului și în cel al Bahluiețului în amonte de Târgu Frumos, eroziunea plană și cea torențială împreună cu alunecările de teren au determinat degradări mixte.

### Relieful de acumulare
Acesta este destul de slab dezvoltat, fiind însă caracteristic văii Siretului.

## Caractere bio-pedo-climatice
| Imagine indisponibilă                                 |  | Imagine indisponibilă                                               |
| Pădure de fag lângă Mănăstirea Lacuri (Deleni, Iași). |  | Lângă Mănăstirea Lacuri (Deleni, Iași): drumul de acces în incintă. |

La nivelul Dealului Mare se înregistrează cea mai mare cantitate medie anuală de precipitații din județul Iași (valorile sunt în general mai mari în zonele de podiș și mai mici în văile Siretului și Prutului).
Platourile dealului sunt acoperite, în cea mai mare parte de soluri argiloiluviale brune podzolite, iar pe rama vestică a dealului se găsesc soluri argiloiluvionale cenușii. Izolat apar luvisoluri albice.
Dealul Mare este un areal cu o pondere ridicată a suprafeței acoperite de pădure, având vegetația forestieră din fag, stejar, tei și frasin. La peste 400 m altitudine fagul se întâlnește frecvent și relativ uniform, distribuit atât în fitocenoze pure cât și mixte. Local, pe Dealul Mare – Tudora apare și tisă (rezervația de la Tudora). O altă rezervație se află la Humosu.
Spre est, domeniul forestier se prelungește la nivelul pintenului format din dealurile Copălău–Cozancea–Guranda care, împart în 2 compartimente (nordic și sudic) Câmpia Moldovei.
Pășunile și fânețele naturale sunt caracteristice, pentru zona Dealului Mare.
Pădurile sunt sediul celei mai mari părți a faunei terestre, întâlnindu-se aici, precum și în Podișul Central Moldovenesc veverița, căprioara și mistrețul. Acestora li se adaugă specii cu largă răspândire, precum lupul, vulpea și iepurele.

## Elemente de geografie umană
Deși este o unitate înaltă, Dealul Mare este bine populat (aici locuind 32% din populația Culmii Siretului), aceasta datorându-se fixării așezărilor pe afluenții Siretului, populația zonei aflându-se astfel în aria de influență a orașului Pașcani. În ce privește repartiția populației, zona Dealului Mare este o zonă cu densitate medie. Gruparea așezărilor este mai strânsă la nivelul liniilor geografice de contact, distanțele între acestea fiind mai mici de 1 km, cum se întâmplă între Cucuteni și Deleni, la poalele delului – unde așezările se țin lanț. În același timp, în regiunile mai înalte satele se grupează pe cuiburi aflate în raport cu suprafețele despădurite.
Resursele naturale exploatabile sunt reprezentate de lemn la nivelul ambilor versanți (a doua zonă ca volum al exploatării masei lemnoase din arealul românesc al Podișului Moldovei),calcare oolitice și gresii. La nivelul comunelor din zonele Dealului Mare și ale Podișului Central Moldovenesc se întâlnește cea mai mică pondere de teren arabil din cadrul județului Iași, existând însă o pondere ceva mai ridicată decât în cadrul județului, de fânețe.
Pe coasta estică a Dealului Mare se află Podgoria Cotnari. Coasta viticolă începe de la Flămânzi și se continuă pe aliniamentul Frumusica, Hârlău, Cotnari, Cucuteni. În comune din areal precu Deleni și Cotnari există condiții deosebit de prielnice pentru practicarea pomiculturii, drept care aici cultura pomilor fructiferi a căpătat o importanță deosebită.

Obiective antropice
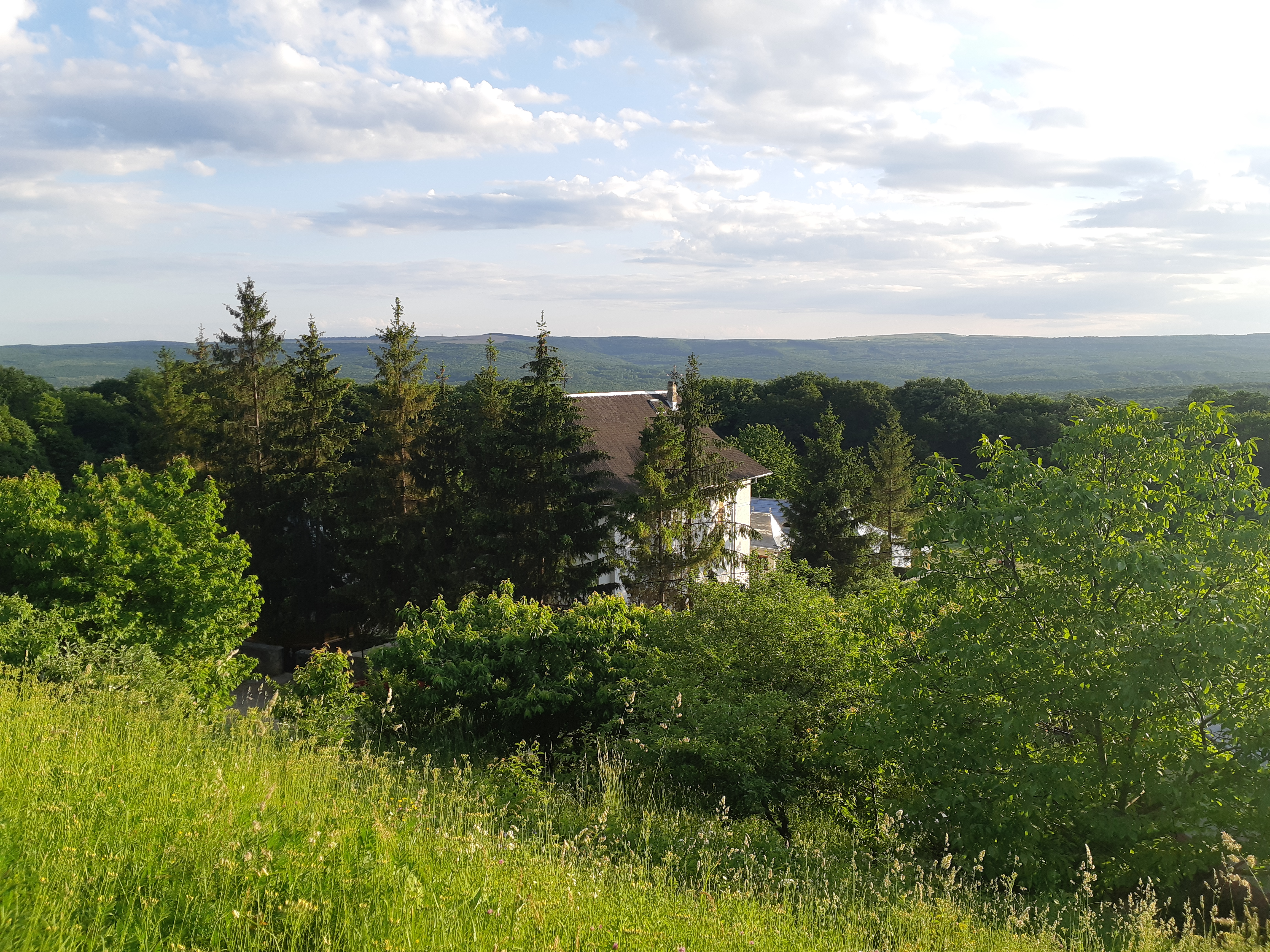
Biserica Mănăstirii Lacuri (Deleni, Iași).
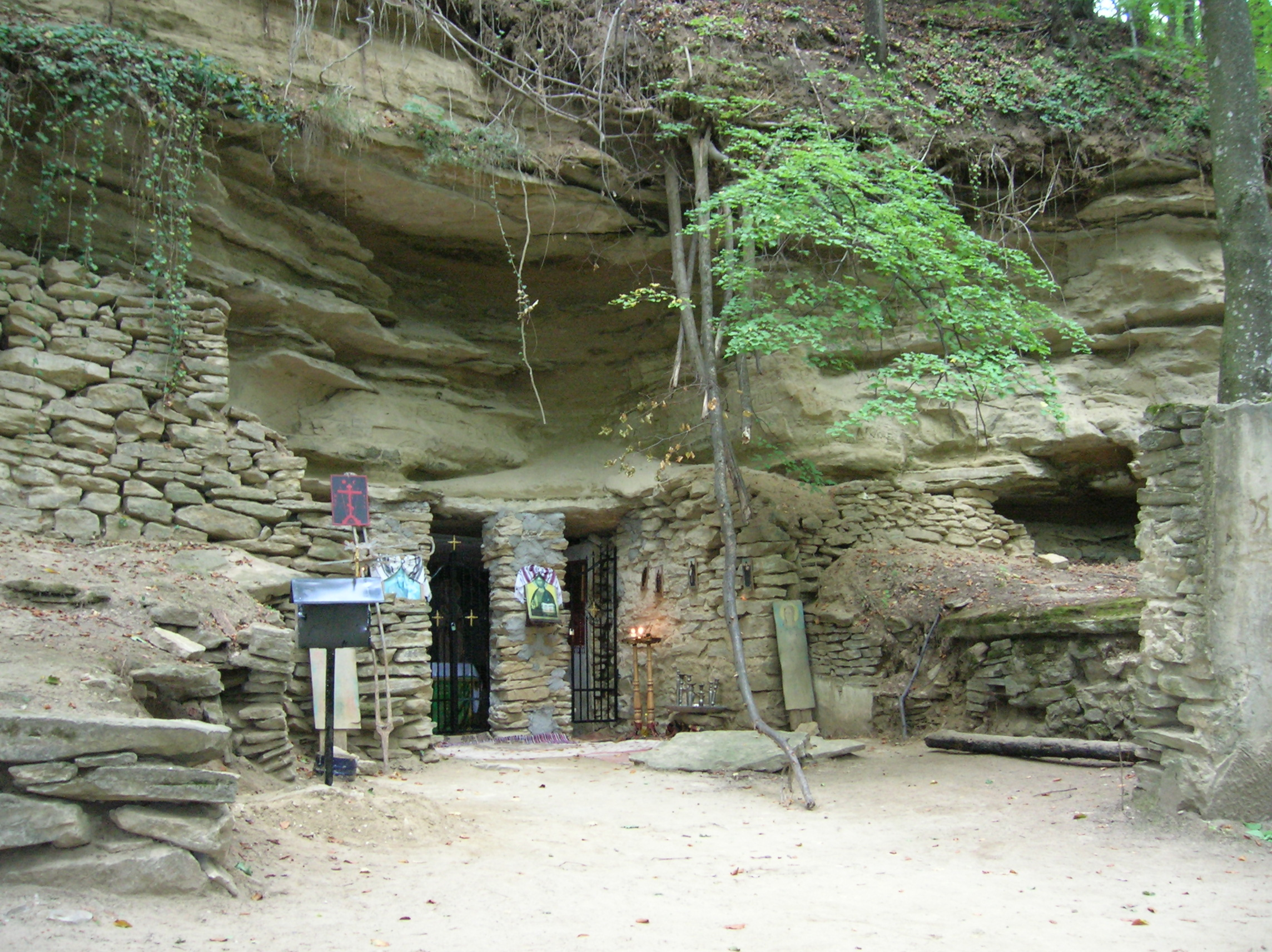
Peșterea Sfântului Cuvios Onufrie de la Vorona
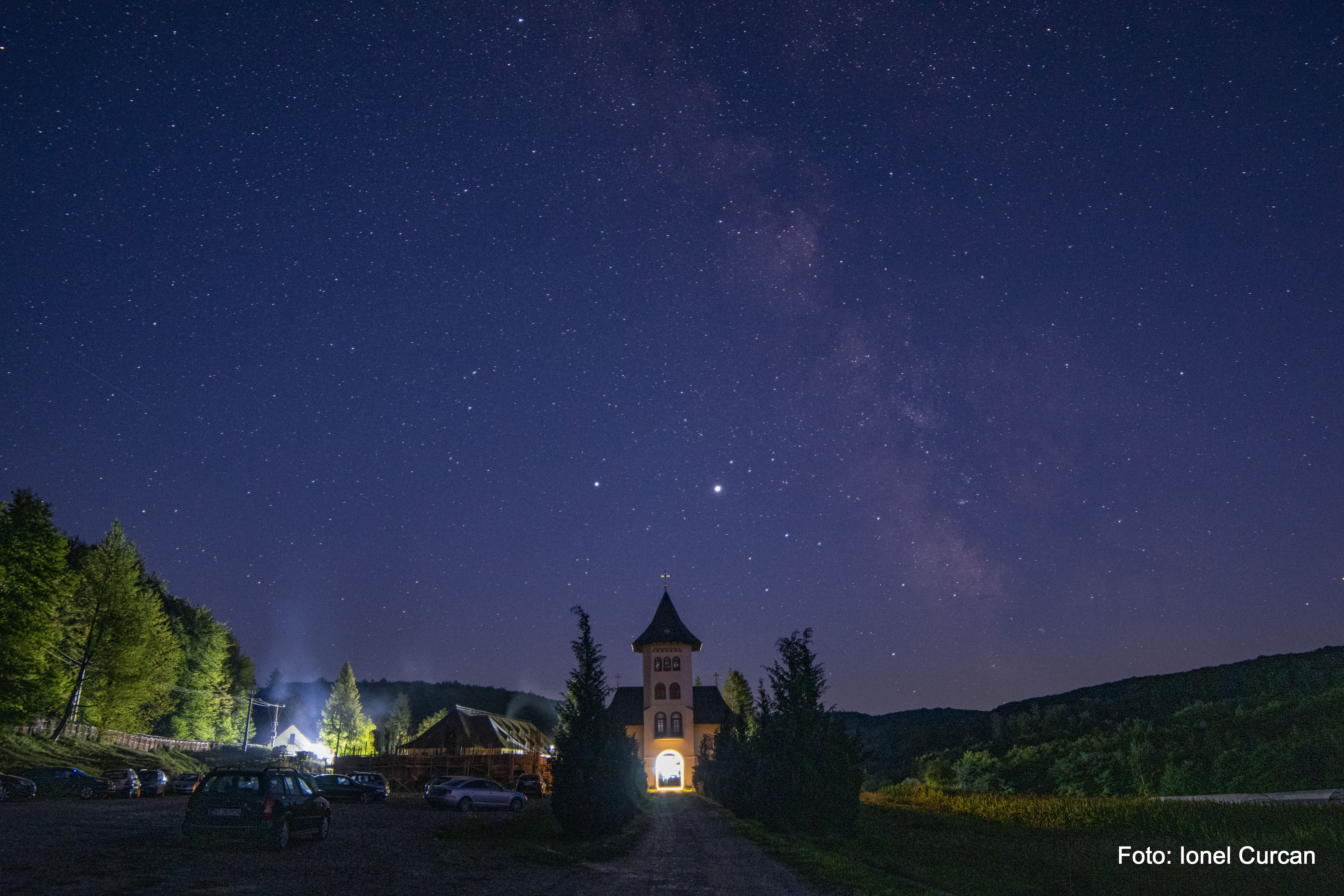
Mănăstirea Sihăstria Voronei, în nocturnă.
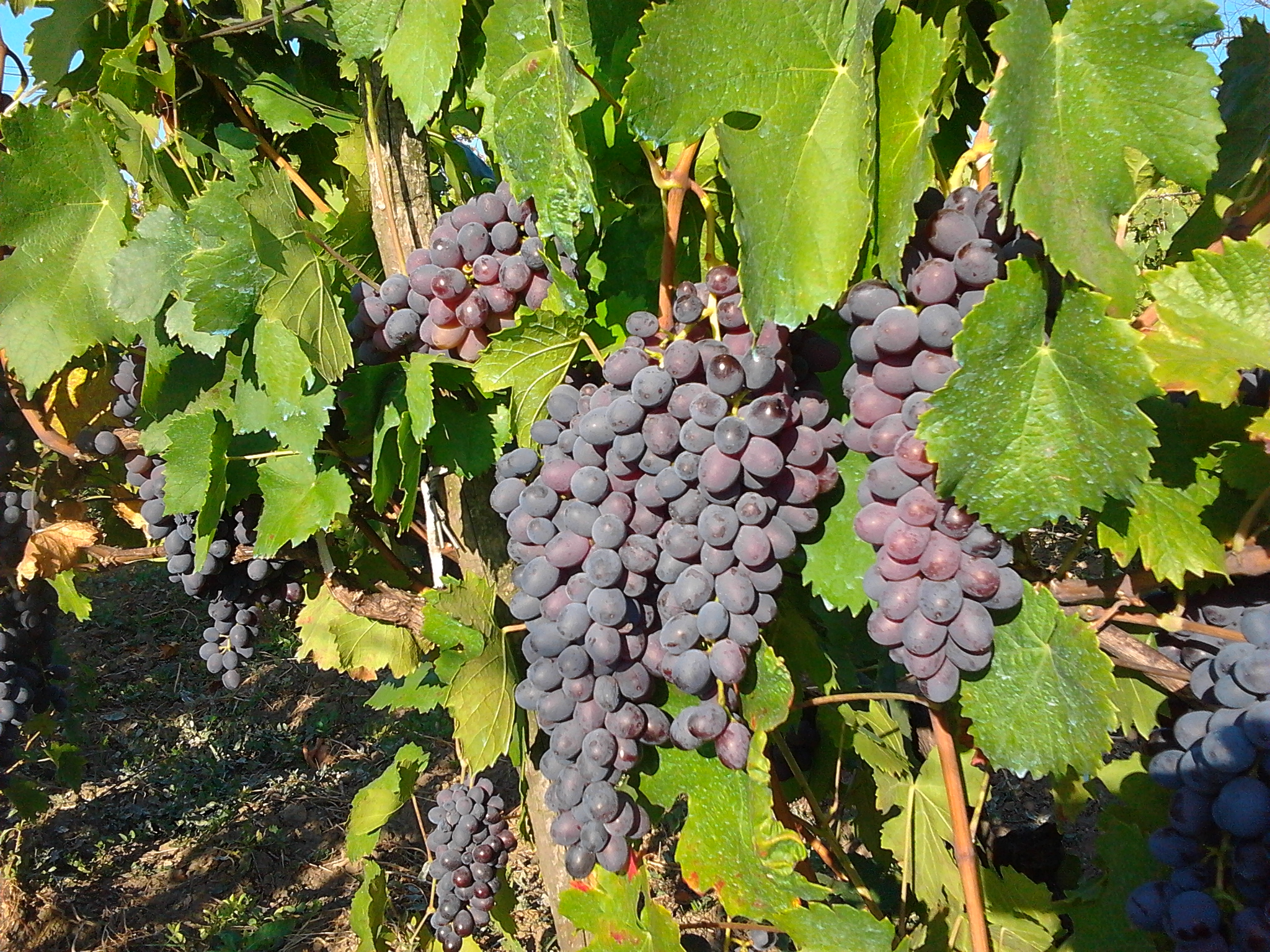
Viță de vie din Cotnari.

## Bibliografie

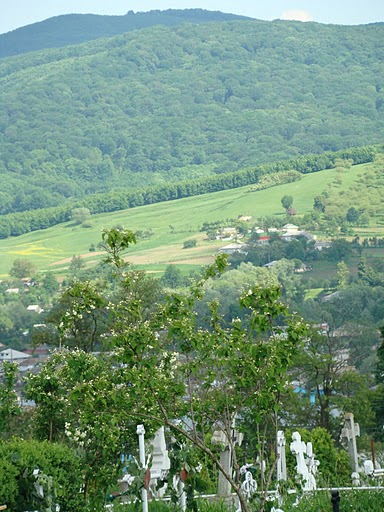
Dealul Mare la Tudora.